# OR8H2
OR8H2 (англ. Olfactory receptor family 8 subfamily H member 2) — білок, який кодується однойменним геном, розташованим у людей на короткому плечі 11-ї хромосоми. Довжина поліпептидного ланцюга білка становить 312 амінокислот, а молекулярна маса — 35 422.
| 10         |  | 20         |  | 30         |  | 40         |  | 50         |
| ---------- |  | ---------- |  | ---------- |  | ---------- |  | ---------- |
| MMGRRNNTNV |  | ADFILMGLTL |  | SEEIQMALFM |  | LFLLIYLITM |  | LGNVGMILII |
| RLDLQLHTPM |  | YFFLTHLSFI |  | DLSYSTVVTP |  | KTLANLLTSN |  | YISFTGCFAQ |
| MFFFAFLGTA |  | ECYLLSSMAH |  | DRYAAICSPL |  | HYTVIMSKRL |  | CLALITGPYV |
| IGFIDSFVNV |  | VSMSRLHFYD |  | SNVIHHFFCD |  | TSPILALSCT |  | DTYNTEILIF |
| IIVGSTLMVS |  | LFTISASYVF |  | ILFTILKINS |  | TSGKQKAFST |  | CVSHLLGVTI |
| FYSTLIFTYL |  | KPRKSYSLGR |  | DQVASVFYTI |  | VIPVLNPLIY |  | SLRNKEVKNA |
| VIRVMQRRQD |  | SR         |  |            |  |            |  |            |

A: Аланін

C: Цистеїн

D: Аспарагінова кислота

E: Глутамінова кислота

F: Фенілаланін

G: Гліцин

H: Гістидин

I: Ізолейцин

K: Лізин

L: Лейцин

M: Метіонін

N: Аспарагін

P: Пролін

Q: Глутамін

R: Аргінін

S: Серин

T: Треонін

V: Валін

Кодований геном білок за функціями належить до рецепторів, g-білокспряжених рецепторів, білків внутрішньоклітинного сигналінгу. 
Локалізований у клітинній мембрані, мембрані.